# 丁忱
丁忱（1919年2月—2011年1月31日），字宝恂，江苏无锡人，中华人民共和国政治人物，上海工商学院首任院长，第四、五、六、七届全国政协委员。